# Азнаево (Бижбулякский район)
Азнаево (баш. Аҙнай — от башкирского личного имени Азнай) — село в Бижбулякском районе Башкортостана относящаяся к Дёмскому сельсовету (Бижбулякский район). Село расположено вдоль реки Уязы, впадающей в Дёму - левый приток Белая (приток Камы). Уязы делит село на две части, соединенные между собой двумя мостами. 
Ранее возле села проводилась активная добыча нефти на открытом в 1959 году Азнаевском нефтяном месторождении.

## Географическое положение
Расстояние до:
- центра сельсовета села Демский — 7 км;
- районного центра села Бижбуляк — 33 км;
- ближайшей ж/д станции пгт. Приютово — 66 км;
- ближайшего города Белебей — 88 км;
- столицы республики города Уфа — 225 км.

## Название
Название села происходит от топонима Азнай, свет на происхождение которого проливает одна из башкирских легенд. В ней говорится, что у одного башкира-кочевника было семь сыновей. Когда он попал в эти края, ему понравилась плодородная земля, луга и поляны для выгона скота.
Тогда башкир расположился с сыновьями по берегам рек Уязы и Дема, выделив им землю. В дальнейшем, на месте их участков возникли деревни, которые стали называть именами семи братьев: Исламгулово, Азнаево, Туксанбаево, Сафарово, Качкиново, Каныкаево, Биккулово. 

## История
Архивные данные свидетельствуют, что Азнаево существовало как минимум лет 280 назад. Первое документированное свидетельство о селе содержится в деловой бумаге, датированной 22 февраля 1783 года. В ней, помимо Азнаево, упоминаются и другие башкирские деревни: Качкиново, Биккулово, Каныкаево, Туксанбаево. 
К середине XIX столетия Азнаево было уже довольно крупным населенным пунктом. В 1841 году здесь жили более 200 человек – 101 мужчина и 110 женщин. К концу века в селе имелась мечеть, училище, мельница, оно было центром Илькульминской волости. Имелись в деревне и два медресе: в одном обучались дочери баев, в другом занимались мальчики, дети деревенских богатеев.

## Население
| 2002 | 2009 | 2010 |
| ---- | ---- | ---- |
| 444  | ↘423 | ↘411 |

Согласно переписи 2002 года, преобладающая национальность — башкиры (98 %) (Мин (племя)).
В 1906 году в селе проживало — 764 человека, в 1920 году — 843 человека, в 1939 году — 601, в 1959 году — 727, в 1989 году — 466, в 2002 году — 444 человека.

## Транспорт
Через село проходит автомобильная дорога с твердым неасфальтированным покрытием, связывающая село с центром сельсовета село Дёмский (7 км), с районным центром село Бижбуляк (33 км) и с центром Аитовского сельсовета (Бижбулякский район) село Аитово (Бижбулякский район) (27 км).

## Социальная сфера
В селе действует основная школа, фельдшерский пункт, сельский дом культуры.

## Социальные и экономические проблемы
Отток и уменьшение населения, отсутствие работы, отсутствие дорог с асфальтовым покрытием.

## Религия
В селе есть мечеть.

## Достопримечательности
- Музей директора и главного режиссера Башкирского театра оперы и балета Булата Имашева (Тимер-Булата Губайдулловича Имашева).